# 15145 Ritageorge
A 15145 Ritageorge (ideiglenes jelöléssel 2000 EF117) a Naprendszer kisbolygóövében található aszteroida. A LINEAR projekt keretében fedezték fel 2000. március 10-én.